# NGC 6390
NGC 6390 (другие обозначения — UGC 10881, MCG 10-25-47, ZWG 300.40, KAZ 141, PGC 60356) — галактика в созвездии Дракон.
Этот объект входит в число перечисленных в оригинальной редакции «Нового общего каталога».